# Hoplitis simula
Hoplitis simula är en biart som först beskrevs av Giovanni Gribodo 1894.
Hoplitis simula ingår i släktet gnagbin och familjen buksamlarbin. Inga underarter finns listade i Catalogue of Life.